# みんなのナビ
『みんなのナビ』は、発売元ゼンリンとソニースタイル・ジャパンが共同で企画・開発したPlayStation Portable用ソフト。地図情報・検索機能により、徒歩モードと車のナビゲーションを可能にしたPlaceEngine・GPSに対応している。

## 特徴
ソニーのパーソナルナビゲーションシステム”nav-u”のナビゲーションエンジン採用によるナビゲーション機能と、ゼンリンの調査により、歩道や地下街まで案内可能な歩行ルート探索機能を持っている。

## 機能
- PlaceEngineのログデータは、ソフトから直接ダウンロード・アップロードが可能で、同時にGPSログデータも送信される。
- 車のナビゲーションでは、交差点拡大表示と高速道路でのハイウェイモードも可能。
- 徒歩・車ともに、3D地図表示が可能で、建物を立体的に表示し分かりやすいナビゲーションとしている。
- PSP本体の時計に合わせて、自動的に地図が昼・夜モードになる。